# Ina Biber
Ina Biber (* 1969 in München) ist eine deutsche Grafikdesignerin und Buchillustratorin.
Ihre Ausbildung erhielt sie zwischen 1989 und 1990 an der freien Kunstschule in München und anschließend an der Deutschen Meisterschule für Mode ebenfalls in München, welche sie als diplomierte Grafikdesignerin 1993 abschloss.
Bekannt wurde sie durch die Illustration der Buchserie Die drei Ausrufezeichen. Darüber hinaus entwirft sie auch Gläser für Ritzenhoff.

## Bücher

### Die drei Ausrufezeichen (Auswahl)
- Die Handy-Falle (2006)
- Betrug beim Casting (2006)
- Gefährlicher Chat (2006)
- Gefahr im Fitness-Studio (2007)
- Tatort Paris
- Vorsicht, Strandhaie!
- Skaterfieber
- Tanz der Hexen

### Weitere Bücher (Auswahl)
- Der dicke König Matti und die Angst, Lentz (2001), ISBN 978-3880105003

### Buchcoverdesign (Auswahl)
- Planet Erde, Frederking & Thaler (Oktober 2006), ISBN 978-3894056704
- Unter Wasser, Frederking & Thaler; Auflage: 1., Aufl. (Februar 2006), ISBN 978-3894054847